# NGC 3637
NGC 3637 ist eine Linsenförmige Galaxie vom Hubble-Typ SB0 im Sternbild Becher südlich des Himmelsäquators. Sie ist schätzungsweise 76 Millionen Lichtjahre von der Milchstraße entfernt und hat einen Durchmesser von etwa 45.000 Lichtjahren. Gemeinsam mit zwei weiteren Galaxien bildet sie die NGC 3672-Gruppe oder LGG 235.

Im selben Himmelsareal befinden sich u. a. die Galaxien NGC 3636 und IC 688.
Das Himmelsobjekt wurde am 4. März 1786 vom deutsch-britischen Astronomen und Musiker William Herschel entdeckt.